# Caripito
Caripito é uma cidade venezuelana, capital do município de Bolívar (Monagas).

## Espaços públicos e históricos
- Iglesia Sagrado Corazón de Jesús (Sagrado Coração de Jesus Igreja): Foi construído em 1936.
- Monumento al Nazareno (Monumento do Nazareno): Construído em 2005. É uma imagem do Nazareno, com 20 metros de altura.